# Breiteneich und Leodagger

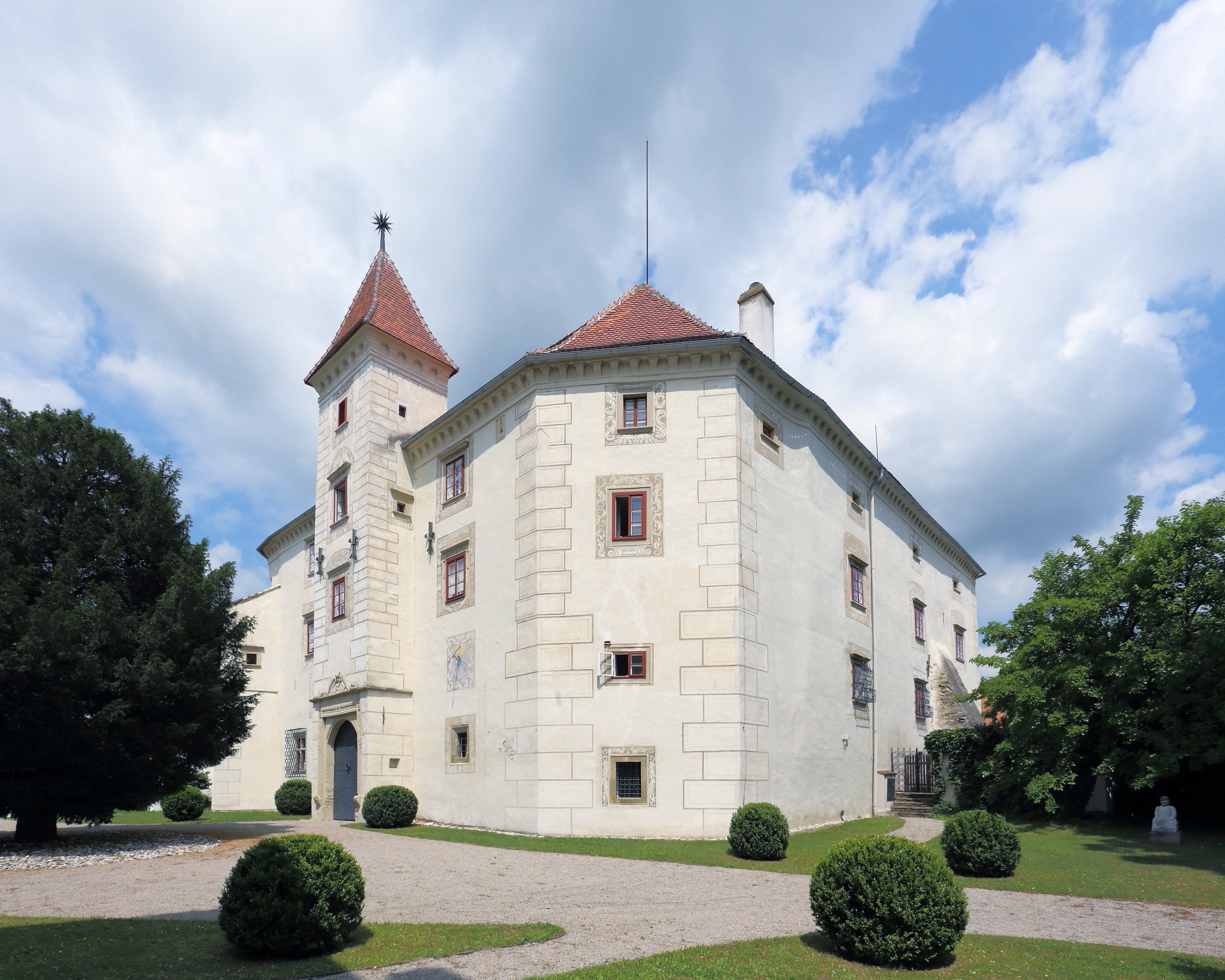
Schloss Breiteneich, Sitz der Verwaltung (2013)

Die Herrschaft Breiteneich und Leodagger war eine Grundherrschaft im Viertel ober dem Manhartsberg im Erzherzogtum Österreich unter der Enns, dem heutigen Niederösterreich.

## Ausdehnung
Die Herrschaft umfasste zuletzt die Ortsobrigkeit über Breiteneich. Der Sitz der Verwaltung befand sich im Schloss Breiteneich.

## Geschichte
Letzter Inhaber der Allodialherrschaft war Peter Winkler, dessen Vater Franz im Jahr 1822 das Schloss Breiteneich erworben hatte. Die Herrschaft wurde in Folge der Reformen 1848/1849 aufgelöst.